# Cherti
Cherti ist der Name eines altägyptischen Unterweltsgottes in mumifizierter Gestalt mit Widderkopf.

## Namensbelege und Kultorte
Cherti ist ab der Mitte der Zweiten Dynastie sicher belegt. Dort erscheint unter den Königen Ninetjer, Sechemib und Peribsen ein Hem-netjer Cherti („Gottesdiener des Cherti“) in Gefäßinschriften. In den Pyramidentexten des ausgehenden Alten Reiches gilt er als Fährmann und Geleiter der Seele in das Totenreich des Osiris. Ab dem Neuen Reich wurde er zunehmend mit dem Sonnengott Ra verknüpft. Cherti war außerdem Schutzpatron der Hirten und Fellachen.
Hauptkultort war Letopolis (nordwestlich von Memphis), gemäß den Pyramidentexten gab es noch einen Schrein bei einer Ortschaft namens Nesat (Nz3t), der geografisch jedoch nie genauer lokalisiert werden konnte. Cherti wird meist als mumifizierter, liegender Widder dargestellt.

## Cherti im ausgehenden Alten Reich
Cherti wird als Toten- und Nekropolengott in Totendomänennamen der 5. und 6. Dynastie im memphitischen Raum erwähnt, nicht aber in Privatgräbern dieser Zeit. Vor allem in den Pyramidentexten wird er regelmäßig genannt.
Die Pyramidentexte sind eigentlich königliche Texte, die erst ab der Ersten Zwischenzeit demokratisiert und von Privatpersonen verwendet werden. Trotzdem ist in die Texte auch nichtkönigliches Gedankengut eingeflossen. So gilt Cherti in den Pyramidentexten als Fährmann, der die Toten über einen Fluss ins Jenseits des Osiris bringt. Der König dagegen wünscht sich ein Jenseits auf der Sonnenbarke des Re, nicht aber im unterweltlichen Totenreich des Osiris, in das seine Beamten eingehen wollen. Vor diesem Hintergrund wird die Polarisierung und königliche Polemik gegen Cherti verständlich, wie in Spruch 264 (Pyr. 350)
Er (Re) hat den Teti aus der Hand von Cherti weggenommen, nicht übergibt er ihn dem Osiris
nicht starb Teti den Tod.
Er wurde verklärt im Horizont, er ist ewig geworden in Heliopolis.

## Spätere Überlieferungen
Nach dem Alten Reich werden die Belege für Cherti spärlicher.
Obwohl der Kult des Cherti im Mittleren Reich weiter besteht und Cherti auch in Personennamen vorkommt, ist er nicht in den Sargtexten belegt. An seine Stelle tritt der göttliche Fährmann Aker, der in Spruch 396 von Mahaf geweckt werden muss. Auch im ägyptischen Totenbuch des Neuen Reiches, das viel Gedankengut der Sargtexte bewahrt und weiterentwickelt hat, kommt Cherti nicht vor. Stattdessen wird in Spruch 99 A beim Herbeirufen der Fähre ins Jenseits wieder Aker genannt.
Dagegen kommt Cherti in der 9. Stunde des Amduat vor, einem Unterweltsbuch, das in vielen Königsgräbern des Neuen Reiches aufgezeichnet ist. Dort ruht Cherti als Widderidol in der 5. Szene der 9. Stunde auf dem Hieroglyphenzeichen V30 („Korb“), das hier die symbolische Bedeutung von „Herr“ übernimmt.

## Kommentierte Übersetzungen
- Raymond O Faulkner: The Ancient Egyptian Pyramid Texts. Clarendon Press, Oxford 1969, ISBN 0-19-815437-2.
- Raymond O Faulkner: The Ancient Egyptian Coffin Texts (= Modern Egyptology series.). 3 Bände, Aris & Phillips, Warminster 1973–1978, ISBN 0-85668-005-2.
- Erik Hornung: Ägyptische Unterweltsbücher (= Die Bibliothek der alten Welt. Reihe: Der Alte Orient.). Artemis, München / Zürich 1972, ISBN 3-7608-3507-4.
- Erik Hornung: Das Totenbuch der Ägypter (= Die Bibliothek der alten Welt. Reihe: Der Alte Orient.). Artemis, München / Zürich 1979, ISBN 3-7608-3658-5.
- Kurt Sethe: Übersetzung und Kommentar zu den altägyptischen Pyramidentexten. Band II: Spruch 261 - 325 ([Para][Para] 324 - 533). Augustin, Glückstadt / Hamburg 1936.